# قصه‌های غیر معمول
قصه‌های غیر معمول (世にも奇妙な物語) یک فیلم در ژانر ترسناک به کارگردانی ماسایوکی
این یک فیلم منحصر به فرد و هنری با سبک ترسناک ژاپنی است.اوچیای است که در سال ۲۰ منتشر شد.[]

## بازیگران
- کازویوکی آجیما
- ایزومی ایناموری
- رنجی ایشیباشی
- کی‌ایچی ناکای
- یوکیکو اوکاموتو
- مگومی اوکینا
- رن اوسوگی
- شینجی تاکدا
- کیکو تودا
- آکیکو یادا